# T14 Heavy Tank
Le T14 Heavy tank ou Assault Tank T14 était un projet commun entre les États-Unis et le Royaume-Uni avec le but de produire un char d'infanterie universel.
Le projet T14 n'a pas abouti car le prototype modèle n'est livré au Royaume-Uni qu'en 1944, alors que le char Churchill britannique est déjà en service depuis deux ans et a été grandement amélioré par rapport à ses premières versions. Les développements américains pour un char similairement blindé mais avec une meilleure mobilité pour d'autres utilisations que le support d'infanterie mènent au char moyen T20 (en).

## Développement

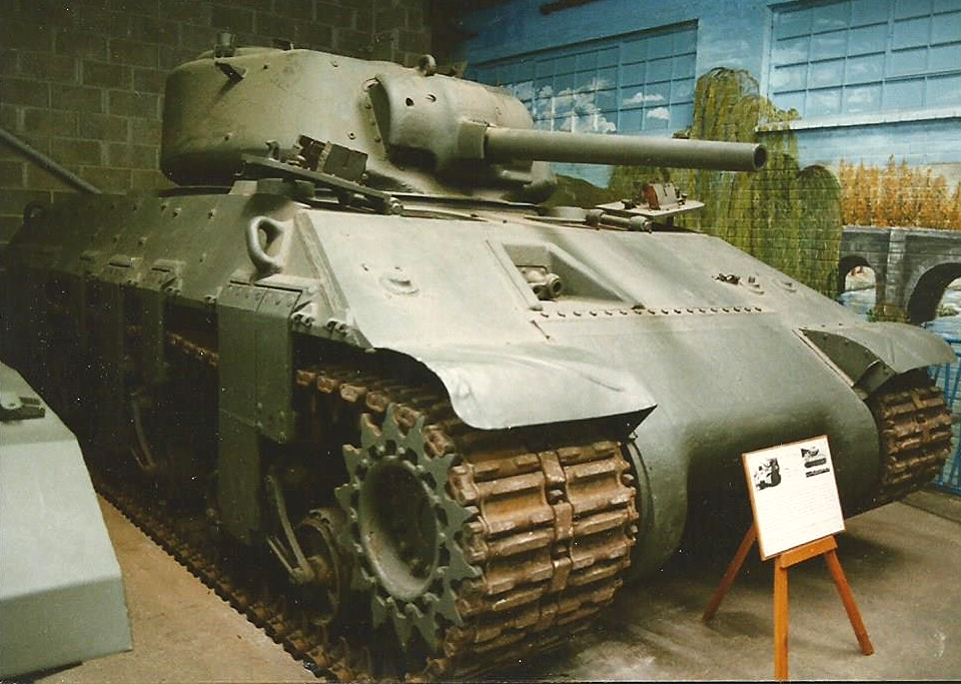
T14 tank au Musée des Blindés de Bovington.

En 1941 le commandement du corps du matériel de l'United States Army se rend en Grande-Bretagne pour apprendre de leur expérience en combat et de leurs idées de développement. L'idée d'un char de combat mieux blindé et armé que les Churchill alors en conception.
Le char aurait eu un QF 6-pounder britannique de 57 mm ou un 75 mm américain, il devait aussi pouvoir accepter dans le futur des canons de 76, 90 voire 105 mm. Le modèle partage de nombreuses pièces avec le M4 Sherman, la même épaisseur de blindage mais à un angle plus élevé, le blindage effectif du T14 est de 102 mm, sur les côtés, des plaques de 12,7 mm sont ajoutées autour des suspensions à la demande des Britanniques pour protéger le char contre les charges creuses.
En 1942, les Britanniques en commandent 8 500, à la suite de cette commande, des développements plus poussés commencent. Seulement deux sont produits, en juillet et aout 1943, ils sont ensuite testés à l'Aberdeen Proving Ground puis un T14 est envoyé en Grande-Bretagne et testé en 1944. Les tests britanniques du prototype montrent que le véhicule est trop lourd pour être utilisable, de nombreux défauts du moteur ainsi qu'une difficulté à accéder à certains compartiments pour la maintenance et les réparations. À ce moment-là, l'armée britannique est satisfaite du Churchill et du Cruiser. La production du T14 est donc annulée.
Les Britanniques ont développé de leur côté le A-33 Excelsior avec le même cahier des charges que le T14, il ne rentra pas en service non plus. 
Le modèle envoyé au Royaume-Uni a été conservé et est au Musée des Blindés de Bovington.

### Blindés comparables
- Excelsior britannique, 2 prototypes fabriqués ;
- Churchill britannique, entré en service en 1941 ;
- KV-1 soviétique, entré en service en 1939 ;
- M6 américain, jamais entré en service.